# Acrocercops vanula
Acrocercops vanula är en fjärilsart som beskrevs av Edward Meyrick 1912. Acrocercops vanula ingår i släktet Acrocercops och familjen styltmalar. Inga underarter finns listade i Catalogue of Life.